# 1837 en philosophie
Chronologie de la philosophie
- 1833
- 1834
- 1835
- 1836
- 1837
- 1838
- 1839
- 1840
- 1841

L’année 1837 a été marquée, en philosophie, par les événements suivants :

## Naissances
- 15 novembre : African Spir, philosophe russe, mort en 1890.

## Décès
- 14 juin : Giacomo Leopardi, poète et philosophe italien, né en 1798, mort à 38 ans.
- 10 octobre : Charles Fourier, philosophe français, né en 1772, mort à 65 ans, fondateur de l'École sociétaire.